# Алис, слатка Алис
Алис, слатка Алис (енгл. Alice, Sweet Alice) амерички је слешер хорор филм из 1976. године, редитеља Алфреда Соулса са Линдом Милер, Полом Шепард и Брук Шилдс у главним улогама. Радња је смештена у 1961. годину и прати проблематичну девојчицу по имену Алис, која постаје главна осумњичена за брутално убиство њене млађе сестре. Филм је познат и под оригиналним насловом Причешће (енгл. Communion).
Редитељ Алфред Соул, који је написао и сценарио заједно са Розмари Ритво, био је инспирисан психолошким хорором Николаса Роуга, Не окрећи се (1973), као и филмовима Алфреда Хичкока. Соул и Ритво су били номиновани за Награду Сатурн за најбољи сценарио.
Филм је премијерно приказан под насловом Причешће, 15. новембра 1976, на Филмском фестивалу у Чикагу. Годину дана касније, права за дистрибуцију откупила је продукцијска кућа Allied Artists и приказала филм у америчким биоскопима под насловом Алис, слатка Алис. Филм је поново приказиван у биоскопима током 1981, тада под насловом Свети терор. Изазвао је велике контроверзе у Ирској, због анти-католичких тема.
Након неколико година после премијерног приказивања, Алис, слатка Алис је стекла култни статус и критичари је сматрају једним од најбољих филмова слешер поджанра. Често је предмет дискусије на филмским студијама у подручју хорора због специфичних римокатоличких тема, али и занемаривања дечијих емоција и напуштања од стране чланова уже породице.

## Радња
Радња је смештена у Патерсон, Њу Џерси 1961. године. У фокусу је лик Кетрин Спејгс, која живи разведена са своје две ћерке, дванаестогодишњом Алис и деветогодишњом Карен. На Каренином првом причешћу приближава јој се маскирана особа у жутој кабаници и задави је у црквеном трансепту. Прва на листи осумњичених је њена сестра Алис, која је стално била љубоморна на Карен…

## Улоге
| Глумац          | Улога                |
| --------------- | -------------------- |
| Линда Милер     | Кетрин Спејгс        |
| Милдред Клинтон | госпођа Тредони      |
| Пола Шепард     | Алис Спејгс          |
| Нилс Макмастер  | Доминик „Дом” Спејгс |
| Брук Шилдс      | Карен Спејгс         |
| Џејн Лаури      | Ени де Лоренце       |
| Рудолф Вилрих   | отац Том             |
| Мајкл Хардстарк | детектив Спина       |
| Алфонсо де Нобл | господин Алфонсо     |
| Луиза Хортон    | др Вајтман           |
| Том Сињорели    | детектив Бренан      |
| Антонио Рока    | погребник            |
| Лилијан Рот     | патолог              |
| Кејти Рич       | Анџела де Лоренце    |
| Марко Квацо     | Роберт де Лоренце    |
| Тед Тинлинг     | детектив Кранстон    |
| Патрик Горман   | отац Пат             |